# هور الجكة
هور الجكة وهو أحد الاهوار في العراق الذي يقع إلى الشمال الغربي من هور الحويزة في العمارة وأحياناً يتصل به إذا كان منسوب الفيضان أكبر من العادة وتبلغ مساحة هور الجكة حوالي 90 كم2 وتأتيه المياه من نهر دجلة عن طريق جدولي المشرح والكحلاء المتفرعين من نهر دجلة بالقرب من مدينة ميسان